# Pterodiscus kellerianus
Pterodiscus kellerianus är en sesamväxtart som beskrevs av Schinz. Pterodiscus kellerianus ingår i släktet Pterodiscus och familjen sesamväxter. Inga underarter finns listade i Catalogue of Life.